# Juan Manuel Salgueiro
Juan Manuel Salgueiro Silva (Montevideo, 3 de abril de 1983) es un exfutbolista y entrenador uruguayo radicado en Paraguay. Jugaba como mediocampista y su último  equipo fue el C. S. San Lorenzo de la Primera División de Paraguay. También posee la nacionalidad Paraguaya.

## Trayectoria
Siempre en la posición de delantero, surgió de las divisiones juveniles de Danubio, equipo con el que debutó en el Campeonato Uruguayo de 2002.
Se consagró campeón del Torneo Uruguayo en 2004 y se mantuvo en Danubio hasta 2005, año en el que fue transferido al Real Murcia de España, para luego volver a la entidad de Montevideo.
Luego de obtener con Danubio la primera rueda del Campeonato Uruguayo 2006-07, tuvo un efímero paso por el Necaxa de México y fue contratado por Estudiantes de La Plata, club con el cual se consagró campeón de la Copa Libertadores 2009 y, en 2008, alcanzó la final de la Copa Sudamericana. 
Tras integrar el plantel que disputó el Mundial de Clubes de ese año, fue transferido a préstamo a Liga de Quito, equipo con el que ganó en 2010 la Recopa Sudamericana (curiosamente enfrentando a su exequipo, Estudiantes) y el Campeonato Ecuatoriano de Primera División.
En 2011 retornó al fútbol argentino para jugar en San Lorenzo, que le adquirió la totalidad de la ficha del jugador a Estudiantes de La Plata. Luego acordó la incorporación por tres años al Olimpia de Paraguay.
Durante la Copa Libertadores 2013, Salgueiro se destacó como uno de los goleadores del equipo. 
En la fase de grupos, le anotó un gol a Universidad de Chile y, luego, dos tantos a Newell's Old Boys, de Argentina, consiguiendo el pase a octavos de final. 
En cuartos de final, le marcó otros dos goles a Fluminense, como local, en el Defensores del Chaco; y, en la semifinal ante Santa Fe, sería expulsado a pocos minutos del inicio del partido. Sin embargo, Olimpia derrotó al equipo colombiano y accedió a la final, que luego perdería ante Atlético Mineiro de Brasil.

## Clubes
| Club                    | País      | Año         | PJ | Goles |
| ----------------------- | --------- | ----------- | -- | ----- |
| Danubio F. C.           | Uruguay   | 2002-2005   | 68 | 17    |
| Real Murcia F. C.       | España    | 2006        | 8  | 0     |
| Danubio F. C.           | Uruguay   | 2006        | 12 | 3     |
| Necaxa                  | México    | 2007        | 8  | 1     |
| Estudiantes de La Plata | Argentina | 2007 - 2009 | 92 | 10    |
| L. D. U. Quito          | Ecuador   | 2010        | 48 | 11    |
| San Lorenzo de Almagro  | Argentina | 2011 - 2012 | 54 | 8     |
| Club Olimpia            | Paraguay  | 2012 - 2013 | 49 | 19    |
| C. D. Toluca            | México    | 2014        | 10 | 2     |
| Club Olimpia            | Paraguay  | 2014 - 2015 | 36 | 8     |
| Botafogo                | Brasil    | 2016        | 24 | 1     |
| Club Nacional           | Paraguay  | 2017 - 2018 | 25 | 5     |
| Club Libertad           | Paraguay  | 2018 - 2019 | 19 | 1     |
| C. S. San Lorenzo       | Paraguay  | 2020 - 2021 |    |       |

### Como entrenador
| Club                | País     | Año       |
| ------------------- | -------- | --------- |
| Fernando de la Mora | Paraguay | 2023-2024 |

## Palmarés

### Torneos nacionales
| Título              | Club           | País     | Año     |
| ------------------- | -------------- | -------- | ------- |
| Campeonato Uruguayo | Danubio F. C.  | Uruguay  | 2004    |
| Campeonato Uruguayo | Danubio F. C.  | Uruguay  | 2006-07 |
| Serie A             | L. D. U. Quito | Ecuador  | 2010    |
| Primera División    | Club Olimpia   | Paraguay | C-2015  |

### Torneos internacionales
| Título              | Club                    | Sede           | Año  |
| ------------------- | ----------------------- | -------------- | ---- |
| Copa Libertadores   | Estudiantes de La Plata | Belo Horizonte | 2009 |
| Recopa Sudamericana | L. D. U. Quito          | Quilmes        | 2010 |